# No Way Out (Puff Daddy & the Family)
No Way Out è l'album d'esordio di Puff Daddy, pubblicato nel 1997 sotto il nome di "Puff Daddy & the Family".

## Tracce
1. No Way Out [intro]
2. Victory
3. Been Around the World (feat. The Notorious B.I.G. e Ma$e)
4. What You Gonna Do?
5. Don't Stop What You're doing
6. If I Should Die Tonight [interlude]
7. Do You Know?
8. Young G's
9. I Love You Baby
10. It's All About The Benjamins (Rmx)
11. Pain
12. Is This The End?
13. I Got The Power
14. Friend
15. Senorita
16. I'll Be Missing You (feat.Faith Evans e 112)
17. Can't Nobody Hold Me Down